# Postplatyptilia parana
Postplatyptilia parana là một loài bướm đêm thuộc họ Pterophoridae. Nó được tìm thấy ở Argentina, Brasil và Costa Rica.
Sải cánh dài khoảng 20 mm.